# Cowichan-Malahat (circonscription britanno-colombienne)
Pour les articles homonymes, voir Cowichan et Malahat.
Circonscription électorale provinciale du Canada
Cowichan-Malahat est une ancienne circonscription provinciale de la Colombie-Britannique représentée à l'Assemblée législative de la Colombie-Britannique de 1966 à 1991.

## Géographie
La circonscription était dans le sud de l'île de Vancouver au nord de la capitale provinciale Victoria.

## Liste des députés
| Législature                                                             | Années           | Député           | Député                 | Parti            |
| Cowichan-Malahat                                                        | Cowichan-Malahat | Cowichan-Malahat | Cowichan-Malahat       | Cowichan-Malahat |
| ----------------------------------------------------------------------- | ---------------- | ---------------- | ---------------------- | ---------------- |
| 28e                                                                     | 1966–1969        |                  | Robert Martin Strachan | Néo-démocrate    |
| 29e                                                                     | 1969–1972        |                  | Robert Martin Strachan | Néo-démocrate    |
| 30e                                                                     | 1972–1975        |                  | Robert Martin Strachan | Néo-démocrate    |
| 30e                                                                     | oct.-déc. 1975   |                  | Vacant                 | Vacant           |
| 31e                                                                     | 1975–1979        |                  | Barbara Wallace        | Néo-démocrate    |
| 32e                                                                     | 1979–1983        |                  | Barbara Wallace        | Néo-démocrate    |
| 33e                                                                     | 1983–1986        |                  | Barbara Wallace        | Néo-démocrate    |
| 34e                                                                     | 1986–1991        |                  | Graham Bruce           | Créditiste       |
| Circonscription abolie, voir Cowichan-Ladysmith et Malahat-Juan de Fuca |                  |                  |                        |                  |